# Thunderbolt (película de 1929)
Thunderbolt  es una película estadounidense dirigida por Josef von Sternberg, estrenada en 1929.

## Argumento
Un criminal conocido como Thunderbolt es encarcelado a la espera de su ejecución.
En la celda de al lado está Bob Morgan, un hombre inocente que está enamorado de la chica de Thunderbolt.
Thunderbolt espera evitar la ejecución el tiempo suficiente para matar a Morgan.

## Reparto
- George Bancroft: Thunderbolt Jim Lang
- Fay Wray: Ritzy
- Richard Arlen: Bob Morgan
- Tully Marshall: Warden
- Eugenie Besserer: Mrs. Morgan
- George Irving: Mr. Corwin

## Premios y nominaciones
Nominaciones
- 1930: Oscar al mejor actor por George Bancroft